# Miednica karlicza
Miednica karlicza – jeden z typów miednicy ogólnie ścieśnionej. Jej budowa zależy od odmian karłowatości. 

## Odmiany karłowatości[1]
- Karłowatość chondrodystroficzna: charakteryzuje się zatrzymaniem wzrostu kości, zwłaszcza długich. Jeszcze w życiu płodowym mięśnie są dobrze rozwinięte. Zatrzymanie rozwoju jest spowodowane stanem zapalnym nasad kości.
- Karłowatość prawdziwa: powstaje na tle zatrzymania wzrostu we wczesnym dzieciństwie. Budowa ciała jest proporcjonalna, przyczyną karłowatości jest krzywica, która nie doprowadziła do zmian zniekształcających.
- Karłowatość na tle niedorozwoju gruczołu tarczowego: prowadzi do zahamowania wzrostu kośćca.
- Karłowatość krzywicza: cechuje się licznymi zniekształceniami kości miednicy i kręgosłupa.
- Karłowatość hipoplastyczna: powstaje na tle zatrzymania rozwoju całego kośćca.

Ze względu na mniejsza rozmiaru miednicy we wszystkich przypadkach łatwo jest wybadać wzgórek kości krzyżowej i kresę łukowatą, a czworobok Michaelisa jest zwężony.